# Breviario de Isabel la Católica

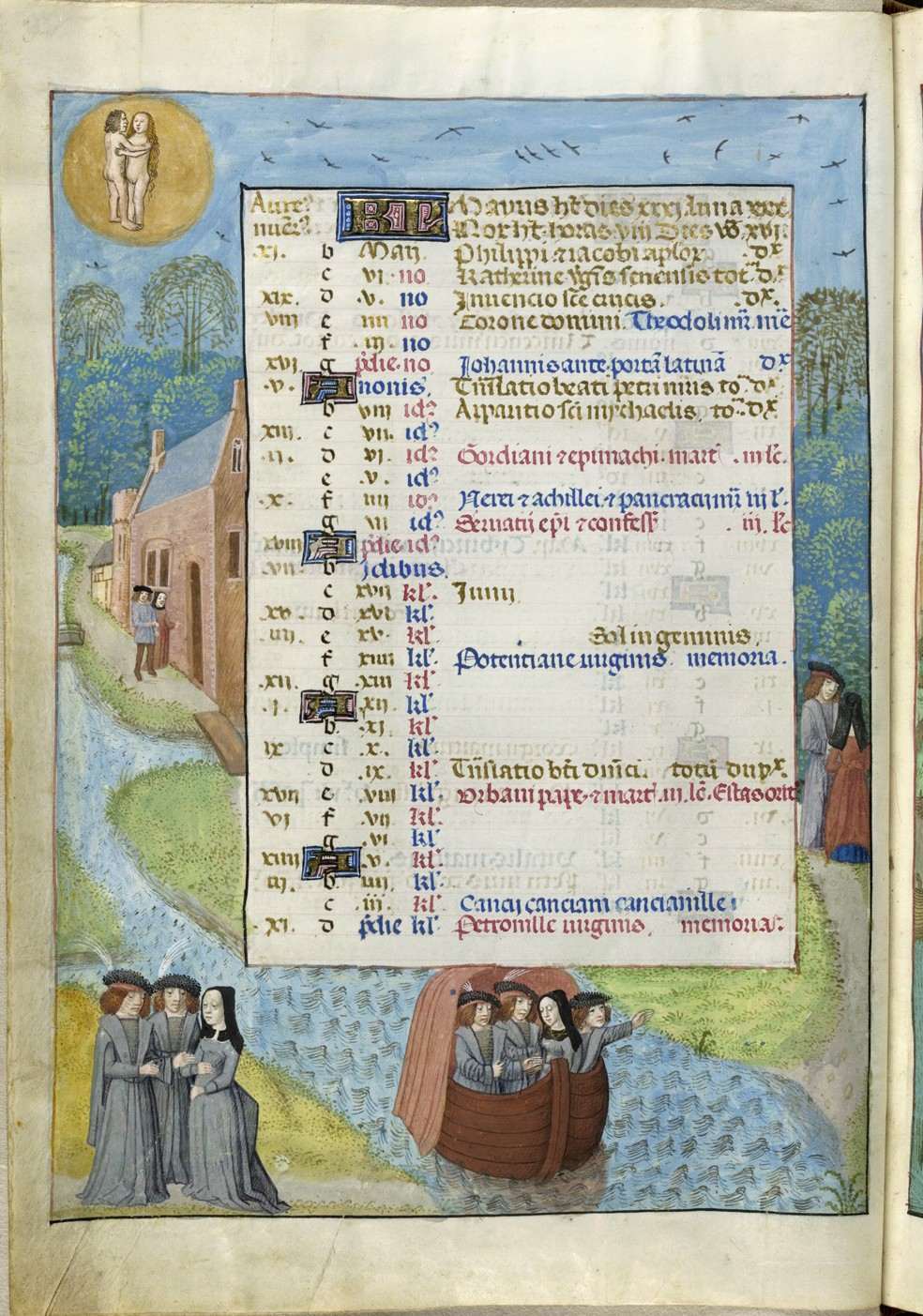
Página del Breviario para el mes de mayo

El Breviario de Isabel la Católica (BL Add Ms 18851) es un breviario iluminado de finales del siglo XV. Se conserva en la British Library de Londres.

## Historia
Isabel la Católica recibió este lujoso breviario delicadamente iluminado de manos de su embajador Francisco de Rojas poco antes de 1497, para conmemorar el doble matrimonio de sus hijos, los infantes Juan y Juana, con los del emperador Maximiliano de Austria y la duquesa María de Borgoña, Margarita y Felipe, así como los éxitos de su reinado: el descubrimiento de América y la conquista de Granada.
El manuscrito refleja no solo la realidad artística sino también la agitada vida política europea de finales del siglo XV, en la que los enlaces matrimoniales reales significaban alianzas políticas internacionales.
El Brevario salió de España durante la Guerra de la Independencia tras el asalto francés al Monasterio de El Escorial, donde lo había depositado Felipe II. Fue llevado a Francia como botín de guerra. Su pista se recuperó en Londres en 1851, en manos del banquero y parlamentario inglés John Dent, que lo ofreció al British Museum por 3000 libras. A pesar de los informes en contra de la compra, la dirección del Museo finalmente adquirió el manuscrito.

## Descripción
Concebido como un lujoso breviarios de estilo flamenco, sus páginas fueron iluminadas por al menos seis de los mejores pintores de Flandes, entre ellos el Maestro del Libro de Oración de Dresde, Gerard Horenbout, y Gérard David. Estos miniaturistas se esmeraron especialmente en las escenas que representan la construcción, destrucción y reconstrucción de Jerusalén y su templo, así como en las escenas de celebración con músicos y cantantes bajo la dirección del rey David.
Las imágenes del Maestro del Libro de Oración de Dresde, el pintor principal, se destacan por su expresividad narrativa y su viveza. Gérard David, por su parte, pintó las escenas de la Natividad y la Adoración de los Magos, entre otras.
Según Janet Backhouse, antigua encargada de manuscritos de la British Library, «el Breviario de Isabel la Católica es una de las joyas más valiosas de la amplísima colección de manuscritos de la British Library, una obra que refleja la historia tanto artística como política de su época... esta adquisición es una de las compras de manuscritos iluminados más importantes en la historia del Museo Británico y su biblioteca.»1